# Lindon Selahi
Lindon Selahi (Namur, 26 febbraio 1999) è un calciatore belga naturalizzato albanese, centrocampista del Widzew Łódź e della nazionale albanese.

## Biografia
Anche suo cugino Ardon Jashari è un calciatore professionista, militante nel Milan.

## Caratteristiche tecniche
È un centrocampista centrale.

## Carriera

### Club
Cresciuto nel settore giovanile dello Standard Liegi, ha esordito in prima squadra il 10 maggio 2018 in occasione del match di campionato vinto 3-1 contro l'Anderlecht.
Il 1º luglio 2019 viene acquistato a titolo definitivo dalla squadra olandese del Twente, che lo preleva a parametro zero, firmando un contratto biennale con scadenza il 30 giugno 2021.

### Nazionale
Il 16 ottobre 2018 ha esordito con la nazionale Under-21 albanese disputando il match di qualificazione per gli Europei Under-21 2019 pareggiato 2-2 contro l'Estonia Under-21.
Il 6 ottobre 2019 riceve la sua prima convocazione dalla nazionale albanese per le partite valide per le qualificazioni agli Europei 2020 rispettivamente contro Turchia e Moldavia dell'11 e 14 ottobre 2019.
Il 14 ottobre 2019 fa il suo debutto con l'Albania nella partita valida per le qualificazioni agli Europei 2020 contro la Moldavia, subentrando nel secondo tempo della gara poi vinta per 0-4 dall'Albania.

## Statistiche

### Presenze e reti nei club
Statistiche aggiornate al 30 giugno 2025.
| Stagione              | Squadra               | Campionato            | Campionato | Campionato | Coppe nazionali | Coppe nazionali | Coppe nazionali | Coppe continentali | Coppe continentali | Coppe continentali | Altre coppe | Altre coppe | Altre coppe | Totale | Totale |
| Stagione              | Squadra               | Comp                  | Pres       | Reti       | Comp            | Pres            | Reti            | Comp               | Pres               | Reti               | Comp        | Pres        | Reti        | Pres   | Reti   |
| --------------------- | --------------------- | --------------------- | ---------- | ---------- | --------------- | --------------- | --------------- | ------------------ | ------------------ | ------------------ | ----------- | ----------- | ----------- | ------ | ------ |
| gen.-giu. 2018        | Standard Liegi        | PL                    | 0+1        | 0          | CB              | 0               | 0               | -                  | -                  | -                  | -           | -           | -           | 1      | 0      |
| 2018-2019             | Standard Liegi        | PL                    | 0          | 0          | CB              | 0               | 0               | -                  | -                  | -                  | SB          | -           | -           | 0      | 0      |
| Totale Standard Liegi | Totale Standard Liegi | Totale Standard Liegi | 0+1        | 0          |                 | 0               | 0               |                    | -                  | -                  |             | -           | -           | 1      | 0      |
| 2019-2020             | Twente                | ED                    | 25         | 2          | CO              | 1               | 0               | -                  | -                  | -                  | -           | -           | -           | 26     | 2      |
| 2020-gen. 2021        | Twente                | ED                    | 5          | 0          | CO              | 1               | 0               | -                  | -                  | -                  | -           | -           | -           | 6      | 0      |
| Totale Twente         | Totale Twente         | Totale Twente         | 30         | 2          |                 | 2               | 0               |                    | -                  | -                  |             | -           | -           | 32     | 2      |
| gen.-giu. 2021        | Willem II             | ED                    | 16         | 0          | CO              | 0               | 0               | UEL                | -                  | -                  | -           | -           | -           | 16     | 0      |
| 2021-2022             | Rijeka                | 1. HNL                | 30         | 2          | CC              | 4               | 0               | UECL               | 2                  | 0                  | -           | -           | -           | 36     | 2      |
| 2022-2023             | Rijeka                | 1. HNL                | 33         | 2          | CC              | 1               | 0               | UECL               | 2                  | 0                  | -           | -           | -           | 36     | 2      |
| 2023-2024             | Rijeka                | 1. HNL                | 30         | 4          | CC              | 3               | 0               | UECL               | 6                  | 0                  | -           | -           | -           | 39     | 4      |
| 2024-2025             | Rijeka                | 1. HNL                | 30         | 1          | CC              | 2               | 0               | UEL+UECL           | 4+2                | 0                  | -           | -           | -           | 38     | 1      |
| Totale Rijeka         | Totale Rijeka         | Totale Rijeka         | 123        | 9          |                 | 10              | 0               |                    | 16                 | 0                  |             | -           | -           | 149    | 9      |
| Totale carriera       | Totale carriera       | Totale carriera       | 169+1      | 11+0       |                 | 12              | 0               |                    | 16                 | 0                  |             | -           | -           | 198    | 11     |

### Cronologia presenze e reti in nazionale
| Cronologia completa delle presenze e delle reti in nazionale ― Albania | Cronologia completa delle presenze e delle reti in nazionale ― Albania | Cronologia completa delle presenze e delle reti in nazionale ― Albania | Cronologia completa delle presenze e delle reti in nazionale ― Albania | Cronologia completa delle presenze e delle reti in nazionale ― Albania | Cronologia completa delle presenze e delle reti in nazionale ― Albania | Cronologia completa delle presenze e delle reti in nazionale ― Albania | Cronologia completa delle presenze e delle reti in nazionale ― Albania |
| Data                                                                   | Città                                                                  | In casa                                                                | Risultato                                                              | Ospiti                                                                 | Competizione                                                           | Reti                                                                   | Note                                                                   |
| ---------------------------------------------------------------------- | ---------------------------------------------------------------------- | ---------------------------------------------------------------------- | ---------------------------------------------------------------------- | ---------------------------------------------------------------------- | ---------------------------------------------------------------------- | ---------------------------------------------------------------------- | ---------------------------------------------------------------------- |
| 14-10-2019                                                             | Chișinău                                                               | Moldavia                                                               | 0 – 4                                                                  | Albania                                                                | Qual. Euro 2020                                                        | -                                                                      | 89’                                                                    |
| 11-11-2020                                                             | Elbasan                                                                | Albania                                                                | 2 – 1                                                                  | Kosovo                                                                 | Amichevole                                                             | -                                                                      | 65’                                                                    |
| 15-11-2020                                                             | Tirana                                                                 | Albania                                                                | 3 – 1                                                                  | Kazakistan                                                             | UEFA Nations League 2020-2021 - 1º turno                               | -                                                                      | 87’                                                                    |
| 18-11-2020                                                             | Tirana                                                                 | Albania                                                                | 3 – 2                                                                  | Bielorussia                                                            | UEFA Nations League 2020-2021 - 1º turno                               | -                                                                      | 64’                                                                    |
| Totale                                                                 |                                                                        | Presenze (224º posto)                                                  | 4                                                                      |                                                                        | Reti                                                                   | 0                                                                      |                                                                        |

| Cronologia completa delle presenze e delle reti in nazionale ― Albania under 21 | Cronologia completa delle presenze e delle reti in nazionale ― Albania under 21 | Cronologia completa delle presenze e delle reti in nazionale ― Albania under 21 | Cronologia completa delle presenze e delle reti in nazionale ― Albania under 21 | Cronologia completa delle presenze e delle reti in nazionale ― Albania under 21 | Cronologia completa delle presenze e delle reti in nazionale ― Albania under 21 | Cronologia completa delle presenze e delle reti in nazionale ― Albania under 21 | Cronologia completa delle presenze e delle reti in nazionale ― Albania under 21 |
| Data                                                                            | Città                                                                           | In casa                                                                         | Risultato                                                                       | Ospiti                                                                          | Competizione                                                                    | Reti                                                                            | Note                                                                            |
| ------------------------------------------------------------------------------- | ------------------------------------------------------------------------------- | ------------------------------------------------------------------------------- | ------------------------------------------------------------------------------- | ------------------------------------------------------------------------------- | ------------------------------------------------------------------------------- | ------------------------------------------------------------------------------- | ------------------------------------------------------------------------------- |
| 28-5-2018                                                                       | Elbasan                                                                         | Albania under 21                                                                | 0 – 2                                                                           | Bosnia ed Erzegovina under 21                                                   | Amichevole                                                                      | -                                                                               |                                                                                 |
| 11-9-2018                                                                       | Cagliari                                                                        | Italia under 21                                                                 | 3 – 1                                                                           | Albania under 21                                                                | Amichevole                                                                      | -                                                                               | 69’                                                                             |
| 16-10-2018                                                                      | Pärnu                                                                           | Estonia under 21                                                                | 2 – 2                                                                           | Albania under 21                                                                | Qual. Europeo Under-21 2019                                                     | -                                                                               | 80’                                                                             |
| 16-11-2018                                                                      | Elbasan                                                                         | Albania under 21                                                                | 2 – 0                                                                           | Malta under 21                                                                  | Amichevole                                                                      | -                                                                               |                                                                                 |
| Totale                                                                          |                                                                                 | Presenze                                                                        | 4                                                                               |                                                                                 | Reti                                                                            | 0                                                                               |                                                                                 |

## Palmarès
- Campionato croato: 1

Rijeka: 2024-2025
- Coppa di Croazia: 1

Rijeka: 2024-2025